# Franz Horsky

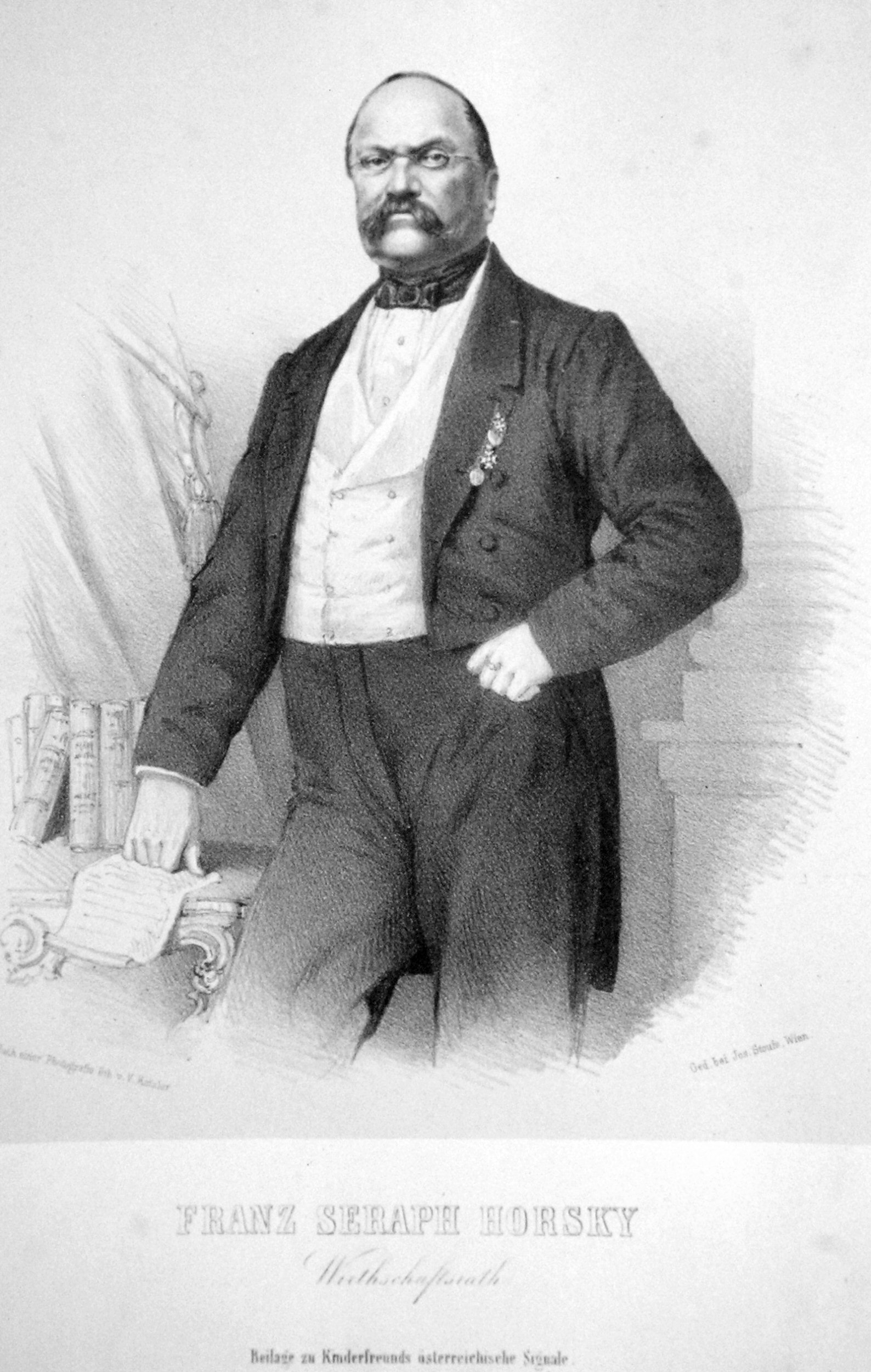
Franz Horsky.

Franz Horsky, Ritter von Horskyfeld, född den 29 september 1801 i Bilin, Böhmen, död den 6 april 1877 i Býchory, var en österrikisk jordbrukare och jordbruksförfattare. 
Horsky främjade i hög grad utvecklingen av jordbruket i Böhmen som föreståndare för lantbruksskolan i Libiegitz-Rabin (1849–1856), genom sin mönstergård Kolin (från 1862) och skötseln av över 20 främmande domäner, dem han styrde som "Wirtschaftsrat". Han verkade med iver för stärkelse-, sprit- och sockerfabrikationens bedrivande i samband med jordbruket. Horsky adlades 1863 och upphöjdes 1867 i riddarståndet. Han utgav bland annat Die vollkommene Drillkultur (1851), Neues Ackerungssystem (1852), Keine Düngstätte, keine Jauchenbehälter mehr (1854), Allgemeine Fruchtwechselwirthschaft (1861–1863) och Mein Streben, Wirken, meine Resultate (1873; 2:a upplagan 1874).